# Archieparquía de Ahvaz
La archieparquía de Ahvaz (en latín: Archieparchia Ahvasiensis Chaldaeorum y en persa: ابرشية الاحواز‎) es una circunscripción eclesiástica de la Iglesia católica en Irán. Se trata de una archieparquía caldea, sufragánea del patriarcado de Bagdad de los caldeos. Desde el 10 de junio de 2011 es sede vacante y su administrador patriarcal es el arzobispo Ramzi Garmou.

## Territorio y organización
La archieparquía tiene 1 648 195 km² y extiende su jurisdicción sobre los fieles católicos de rito caldeo residentes en un vasto territorio de Irán. Su límite norte es el paralelo 33° N, al este limita con Afganistán y con Pakistán, al sur con el golfo Pérsico y al oeste con Irak.
La sede de la archieparquía se encuentra en la ciudad de Ahvaz, en donde se halla la Catedral de San Mesrob (Surp Mesrob).
En 2018 en la archieparquía existía solo una parroquia, la catedral.

## Historia
Ahvaz, conocida en la era persa como Hormizd Ardashir, fue sede en la antigüedad de una diócesis nestoriana, atestiguada desde el siglo IV al siglo XI, y sufragánea de la arquidiócesis de Beth Lapat. Esta diócesis probablemente desapareció, como muchas de las diócesis de la Iglesia del Oriente, en el siglo XIII.
El vicariato patriarcal de Ahvaz fue establecido en 1900 y en 1913 tenía 230 fieles, una capilla y una escuela.
La archieparquía católica fue creada el 3 de enero de 1966 con la bula Ex quo tempore del papa Pablo VI, separando territorio de la archieparquía de Senha (hoy archieparquía de Teherán). La razón para su establecimiento fue la presencia significativa de fieles caldeos que trabajaban en las industrias petroquímicas del sur del país.

Quam ob rem, cum venerabiles Fratres Episcopi e patriarchatu Babylonensi Chaldaeorum, de salute animorum solliciti, coetu legitime atque canonice mense novembri superiore anno Romae habito, cui quidem venerabilis Frater Paulus II Cheikho, Babylonensis Patriarcha praefuit, censuerint bene fieri si nova ex Ecclesiae Sehnaensi Chaldaeorum territorio Sedes conderetur archiepiscopalis, idque ita constituerint ut eadem archidioecesis his finibus concluderetur: ad septemtrionem, linea tricesimi tertii circuli paralleli, ut dicunt; ad orientem, regionibus vulgari sermone Afghanistan et Pakistan nuncupatis; ad meridiem, Sinu Persico; ad occasum, denique, locis Iraquenae gentis, Nos omnia quae iidem venerabiles Fratres gesserint probamus et rata habemus, modo rite acta, vitia sanantes, si qua forte irrepserint in hac rerum mutatione, consensumque eorum supplentes qui ius aliquod hac in re se putent habere, vel habeant. Ceterum ea omnia, quae novae Sedis constitutio poscit, ad normam Iuris Canonici Orientalis fiant, vel ad probatas consuetudines. Haec autem quae per has Litteras statuuntur, venerabilis Frater Salvator Asta, Archiepiscopus titulo Aureliopolitanus in Lydia, et in Iran Apostolicus Internuntius, exsequetur, qui onus erit documenta exarandi congrua actae rei, eademque sinceris exemplis ad Sacram Congregationem pro Ecclesia Orientali cito mittendi; quod profecto sive per se ipse poterit facere, vel per alium, quem voluerit, dummodo in ecclesiastica dignitate constitutum.

El archieparca Hanna Zora fue expulsado del país en 1987. Desde entonces, la archieparquía es regida, como administrador patriarcal, por el archieparca de Teherán.
Sobre la base de los datos estadísticos de 2018, la presencia de los caldeos en esta área ha desaparecido casi por completo.

## Estadísticas
De acuerdo al Anuario Pontificio 2019 la archieparquía tenía a fines de 2018 un total de 25 fieles bautizados.
| Año                                                                             | Población            | Población | Población      | Sacerdotes | Sacerdotes    | Sacerdotes    | Bautizados por sacerdote | Diáconos permanentes | Religiosos | Religiosos | Parroquias |
| Año                                                                             | Bautizados católicos | Total     | % de católicos | Total      | Clero secular | Clero regular | Bautizados por sacerdote | Diáconos permanentes | Varones    | Mujeres    | Parroquias |
| ------------------------------------------------------------------------------- | -------------------- | --------- | -------------- | ---------- | ------------- | ------------- | ------------------------ | -------------------- | ---------- | ---------- | ---------- |
| 1980                                                                            | 1700                 | ?         | ?              | 1          | 1             |               | 1700                     |                      |            |            | 1          |
| 1990                                                                            | 300                  | ?         | ?              | 1          |               | 1             | 300                      |                      | 1          |            | 4          |
| 1997                                                                            | 350                  | ?         | ?              | 1          |               | 1             | 350                      |                      | 1          |            | 4          |
| 2000                                                                            | 350                  | ?         | ?              | 1          |               | 1             | 350                      |                      | 1          |            | 4          |
| 2001                                                                            | 350                  | ?         | ?              | 1          |               | 1             | 350                      |                      | 1          |            | 4          |
| 2003                                                                            | 100                  | ?         | ?              | 1          |               | 1             | 100                      |                      | 1          |            | 1          |
| 2004                                                                            | 60                   | ?         | ?              | 1          |               | 1             | 60                       |                      | 1          |            | 1          |
| 2005                                                                            | 65                   | ?         | ?              | 1          |               | 1             | 65                       |                      | 1          |            | 1          |
| 2006                                                                            | 50                   | ?         | ?              | 1          |               | 1             | 50                       |                      | 1          |            | 1          |
| 2009                                                                            | 30                   | ?         | ?              | 1          |               | 1             | 30                       |                      | 1          |            | 1          |
| 2012                                                                            | 50                   | ?         | ?              |            |               |               |                          |                      |            |            | 1          |
| 2015                                                                            | 40                   | ?         | ?              |            |               |               |                          |                      |            |            | 1          |
| 2018                                                                            | 25                   |           |                |            |               |               |                          |                      |            |            | 1          |
| Fuente: Catholic-Hierarchy, que a su vez toma los datos del Anuario Pontificio. |                      |           |                |            |               |               |                          |                      |            |            |            |

## Episcopologio
- Thomas Michel Bidawid † (6 de enero de 1966-24 de agosto de 1970 nombrado archieparca titular de Nísibis de los caldeos)
- Samuel Chauriz, O.A.O.C. † (18 de enero de 1972-1 de mayo de 1974 nombrado archieparca de Urmía)
- Hanna Zora † (1 de mayo de 1974-10 de junio de 2011 nombrado archieparca a título personal de Mar Addai de Toronto)
  - Ramzi Garmou, desde 2013 (administrador patriarcal)